# Bank of the West Classic 2010
Il Bank of the West Classic 2010 è stato un torneo di tennis giocato sul cemento. È stata la 40ª edizione del Bank of the West Classic, che fa parte della categoria Premier nell'ambito del WTA Tour 2010. Si gioca al Taube Tennis Center di Stanford in California dal 26 luglio al 1º agosto 2010. È stato il 1° evento femminile delle US Open Series 2010.

## Partecipanti

### Teste di serie
| Giocatrice          | Nazionalità | Ranking* | Testa di serie |
| ------------------- | ----------- | -------- | -------------- |
| Samantha Stosur     | Australia   | 5        | 1              |
| Elena Dement'eva    | Russia      | 6        | 2              |
| Agnieszka Radwańska | Polonia     | 11       | 3              |
| Marion Bartoli      | Francia     | 14       | 4              |
| Marija Šarapova     | Russia      | 15       | 5              |
| Shahar Peer         | Israele     | 16       | 6              |
| Yanina Wickmayer    | Belgio      | 17       | 7              |
| Viktoryja Azaranka  | Bielorussia | 18       | 8              |

- Ranking al 19 luglio 2010.

### Altre partecipanti
Giocatrici che hanno ricevuto una Wild card:
- Viktoryja Azaranka
- Hilary Barte
- Ana Ivanović
- Dinara Safina

Giocatrici passate dalle qualificazioni:
- Chang Kai-chen
- Mirjana Lučić
- Christina McHale
- Ol'ga Savčuk

Giocatrici con un protected ranking:
- Ashley Harkleroad

## Campionesse

### Singolare
Viktoryja Azaranka ha battuto in finale  Marija Šarapova, 6–4, 6–1.
- È il 1º titolo dell'anno per Victoria Azaranka, il 4° della sua carriera.

### Doppio
Lindsay Davenport /  Liezel Huber hanno battuto in finale  Chan Yung-jan /  Zheng Jie, 7–5, 6(8)–7, [10–8].